# Genipapo-Canindé
Genipapo-Canindé (Jenipapo-Canindé, Genipapo-Kanindé), pleme američkih Indijanaca nastalo sjedinjavanjem starih Tarairiú plemena Genipapo ili Jenipapo i Canindé. Danas su naseljeni na općini Aquiraz, na Lagoa da Encantada oko 50 kilometara jugoistočno od Fortaleze u brazilskoj državi Ceará. Populacija im iznosi 138  (Bezerra & Sousa 2000). jezik im je izumro i danas se služe jedino portugalskim.

## Vanjske poveznice
- Jenipapo-Kanindé  Arhivirana inačica izvorne stranice od 25. studenoga 2012. (Wayback Machine)